# Hermann Anschütz-Kaempfe
Hermann (Franz Joseph Hubertus Maria) Anschütz-Kaempfe (* 3. Oktober 1872 in Ixheim, jetzt Zweibrücken; † 6. Mai 1931 in München) war ein deutscher Wissenschaftler und Erfinder des Kreiselkompasses.

## Leben und Wirken
Anschütz-Kämpfe war Sohn des Münchener Mathematik- und Physiklehrers Friedrich Wilhelm Anschütz (1842–1893) und seiner Ehefrau Maria Johanna Schuler, die aus einer Fabrikantenfamilie in Zweibrücken stammte. Sein Großvater war der Kunstmaler und Professor Hermann Franz Anschütz. Nach dem Tode des Vaters wurde er von dem österreichischen Kunsthistoriker Kaempfe adoptiert.
Anschütz-Kaempfe studierte an der Universität Innsbruck zunächst Medizin, führte dieses Studium jedoch nicht zu Ende, studierte dann Kunstgeschichte und promovierte in diesem Fach auch zum Dr. phil. Als Student wurde er Mitglied der AKV Tirolia, die heute zum ÖKV gehört.
Nach Beendigung seines Studiums und einigen Reisen ins Mittelmeergebiet und in die Arktis ließ Anschütz-Kaempfe sich in Wien nieder und betätigte sich als Erfinder. Er beschäftigte sich intensiv mit dem Plan, im U-Boot den Nordpol zu erreichen. Dazu war die damalige Navigationstechnik jedoch noch nicht genügend entwickelt. Anschütz-Kaempfe machte dazu wichtige technische Erfindungen und konstruierte (bereits 1902 als Modell) 1907 den ersten Einkreiselkompass, der erstmals 1908 auf dem deutschen Linienschiff Deutschland verwendet wurde. Zuverlässiger arbeitete aber der 1912 von ihm gebaute Mehrkreiselkompass, der auf dem deutschen Schlachtkreuzer Moltke erprobt wurde. Im Jahr 1913 erfolgte der erste Einsatz auf einem Handelsschiff, dem deutschen Passagierschiff Imperator.

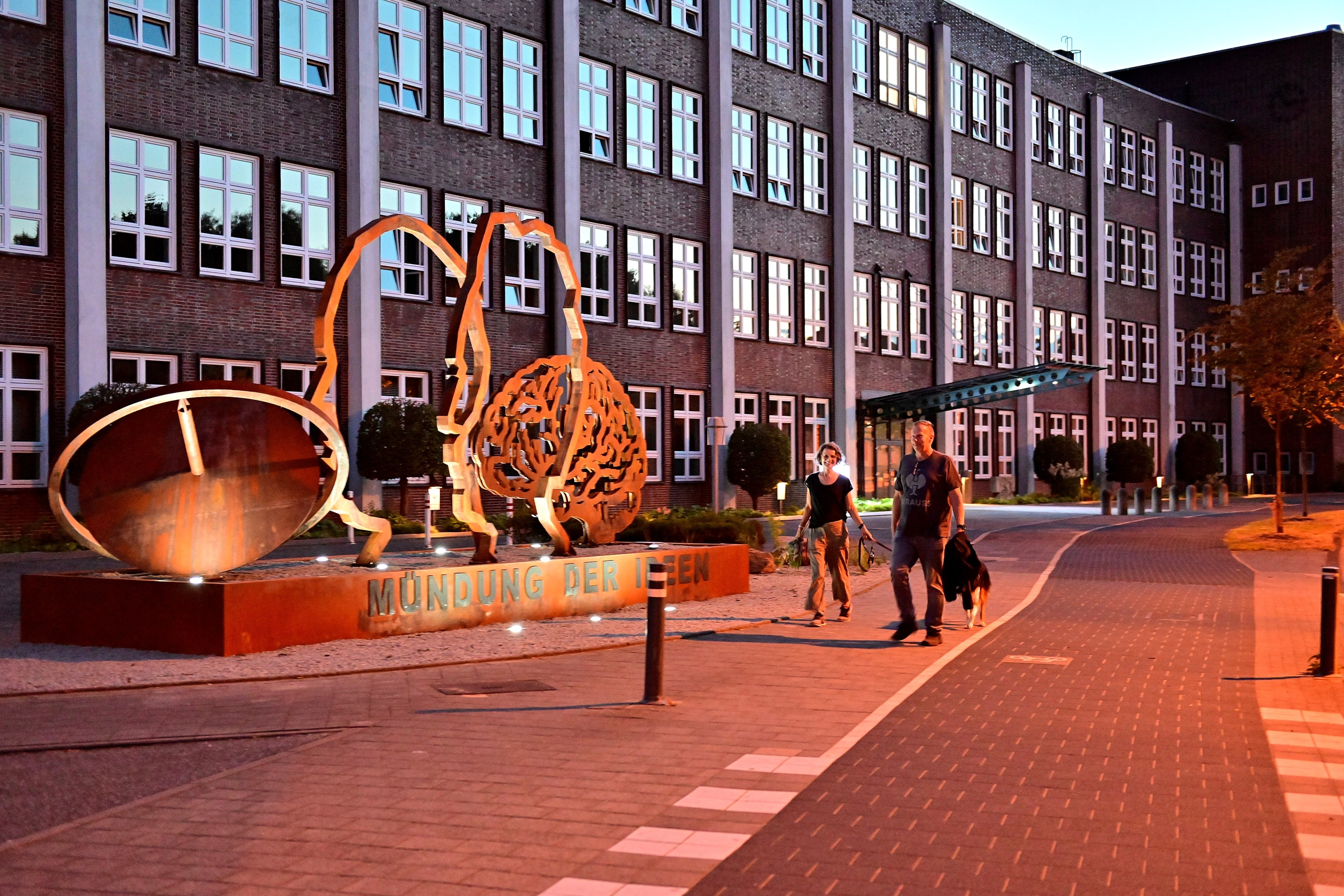
Denkmal für Hermann Anschütz-Kaempfe und Albert Einstein am Heikendorfer Weg 9–27 in Kiel auf dem Gelände der ehem. Anschütz-Werke und dem Wohnort von Albert Einstein am Heikendorfer Weg 23. Im Hintergrund das Konstruktionsgebäude der Anschütz-Werke, erbaut 1938 im Bauhausstil durch den Architekten Hans Hertlein. Das Areal und Gebäude werden heute von der Schmerzklinik Kiel genutzt. Das Denkmal wurde 2022 von Jörg Plickat nach einer gemeinsamen Idee mit Hartmut Göbel geschaffen.

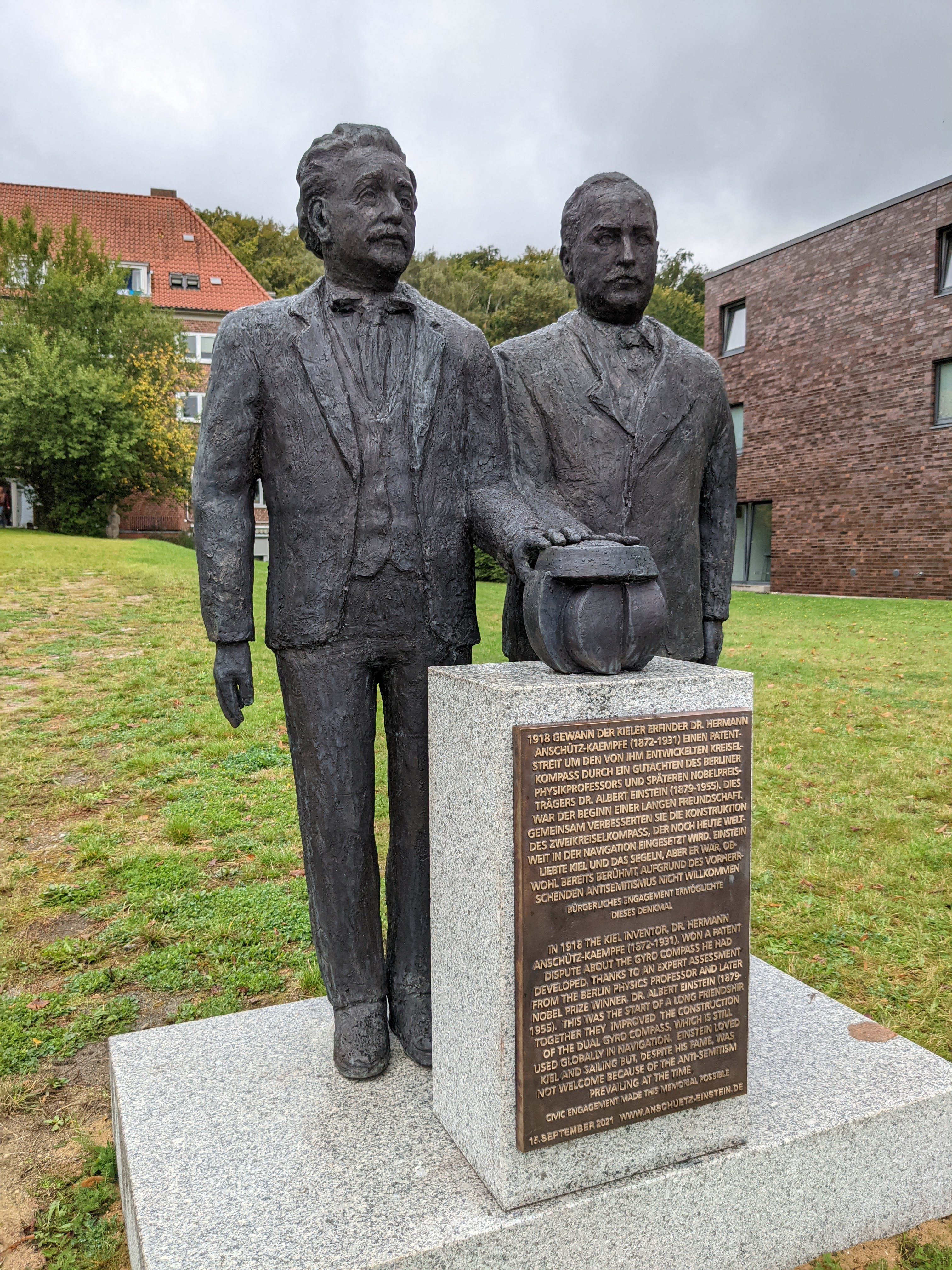
Kreiselkompass-Denkmal in Kiel, Albert Einstein und Hermann Anschütz-Kaempfe am Düsternbrooker Weg 148 vor dem Gästehaus des Instituts für Weltwirtschaft. Geschaffen im Jahre 2021 von Jörg Plickat

In Kiel gründete Hermann Anschütz-Kaempfe am 23. September 1905 das Unternehmen Anschütz & Co. Er errichtete im Jahre 1909 ein Entwicklungsgebäude und ein Fabrikationswerk an der Schwentinemündung am Heikendorfer Weg 9–27 in Neumühlen-Dietrichsdorf. Er leitete das Unternehmen bis 1930 und übertrug dann seine Anteile an die Carl-Zeiss-Stiftung.
Anschütz-Kaempfe gewann 1915 einen Patentstreit zum Kreiselkompass gegen Elmer Ambrose Sperry, bei dem er Albert Einstein kennenlernte, als dieser 1914 als Gutachter hinzugezogen worden war. Es begann eine langjährige Freundschaft mit Einstein. Sie tauschten sich neben technischen Problemen bei der Entwicklung des Kreiselkompasses auch über private Themen oder das Weltgeschehen aus. Aus dem Schriftwechsel geht unter anderem hervor, dass Einstein mithalf, den Kreiselkompass zu verbessern. Ergebnis war der Kugelkompass, an dessen Patent von 1922 Einstein Anteile erhielt. Anschütz erwarb für Einstein für seine häufigen Aufenthalte eine Wohnung am Heikendorfer Weg 23 in Kiel an der Schwentine-Mündung. Nachdem der Nobelpreisträger aufgrund des stärker werdenden Antisemitismus Berlin verlassen wollte, erwog er, sein Wirken in Kiel am Heikendorfer Weg in den Anschütz-Werken fortzusetzen. Er entschied sich nach reiflichen Überlegungen jedoch dagegen. Viele Anlässe erweckten auch in Kiel die Sorge vor antisemitischen Übergriffen. Einstein entschied sich daher gegen einen von Anschütz vermittelten und geplanten Kauf der Esmarch-Villa im Kieler Universitäts-Klinikviertel nördlich des Schlossgartens.
Den nach ihm benannten „Anschütz-Zweikreisel-Kugelkompass“ entwickelte Anschütz-Kaempfe 1927. Dieser Kompass diente als Grundlage der heutigen Kreiselkompassanlagen. Der Dreikreisel-Kompass geht auf die Zusammenarbeit mit seinem Vetter Maximilian Schuler zurück.
Neben Kreiselkompassen stellte das Unternehmen bereits ab 1911 die ersten halbautomatischen und später automatischen Koppeltische her, die die Daten der Kompasse mit den Werten der Fahrtmessanlage kombinierten und auf einer Seekarte anzeigten.
Anschütz-Kaempfe war dreimal kinderlos verheiratet. Da er aufgrund seiner Erfindungen sehr wohlhabend war, unterstützte und förderte er großzügig Wissenschaft und Technik. 1919 gründete er mit einem Stiftungskapital von 1 Million Mark die Stiftung für Physik, Chemie und Naturwissenschaften. Der Universität München machte er umfangreiche Schenkungen. 1922 erwarb er das Schloss Lautrach in Lautrach (Oberschwaben), ließ es renovieren und stellte es dann als Erholungsheim für Professoren und Studenten zur Verfügung. Er hielt hier mit von ihm ausgewählten Wissenschaftlern sogenannte „Fakultätssitzungen“ ab, so etwa mit Karl von Frisch, Wilhelm Wien, Richard Willstätter, Albrecht Kossel, Arnold Sommerfeld und Albert Einstein.
Unter den prominenten Bürgern, welche im September 1927 die Bayerische Reitschule AG in München ins Leben riefen, war auch Anschütz-Kaempfe, welcher 1931 alle Anteile der AG erwarb, um sie dann der Universität mit dem Zweck, studentisches Reiten zu fördern, zu stiften.
Anschütz-Kaempfe interessierte sich weiterhin auch stark für Kunst, malte Aquarelle und trat als Kunstsammler in Erscheinung.
Anschütz-Kaempfe hatte eine Parkanlage als Sportstätte für Studenten gestiftet, bei ihrer Besichtigung verstarb er. Sein Grab befindet sich in München auf dem Waldfriedhof (Alter Teil 178–W–23).

## Ehrungen
- Im Münchner Stadtteil Berg am Laim ist eine Straße nach Anschütz-Kaempfe sowie in Erlangen die Anschützstraße benannt.
- In Kiel, Lorentzendamm 43, erinnert eine Gedenktafel an den Gründer des Unternehmens Anschütz & Co.[4]
- An der Wirkungsstätte von Hermann Anschütz-Kaempfe und Albert Einstein auf dem ehem. Gelände der Anschütz-Werke in Kiel Neumühlen-Dietrichsdorf, Heikendorfer Weg 9–27, verdeutlicht ein Denkmal die kreativen Ideen und das innovative Schaffen an der Schwentine-Mündung
- In Kiel, an der Kiellinie vor dem Gästehaus des Instituts für Weltwirtschaft, erinnert ein Denkmal an die Erfindung des Kreiselkompasses und an die Freundschaft mit Albert Einstein.[5]
- Ehrenbürger und Ehrendoktor der Universität München
- In seiner Geburtsstadt Zweibrücken wurde als Hommage an ihn ein großes Modell eines Kreisel-Kompasses auf der Mittelinsel eines Kreisverkehrs in der Nähe der Hochschule aufgestellt.[6]
- Namensgeber für den Anschütz-Kämpfe Trough, ein Seebecken in der Lasarew-See in der Antarktis

## Schriften
- Das Unterseeboot im Dienste der Polarforschung (1902). Vortrag gehalten im Januar 1902 in der KuK Geographische Gesellschaft zu Wien
- Der Kreisel als Richtungsweiser auf der Erde mit besonderer Berücksichtigung seiner Verwendbarkeit auf Schiffen (Jahrbuch der schiffsbautechnischen Gesellschaft Bd. 10/1909)